# Талльгрен, Карл Улоф
Карл Улоф Талльгрен (швед. Carl Olof Tallgren; 28 января 1927, Турку — 16 июня 2024) — финский политик, государственный деятель, министр финансов Финляндии (1970—1971), председатель Шведской народной партии (1974—1977). Доктор философии.

## Биография
В 1945 году окончил Шведскую классическую среднюю школу. Затем поступил в Академию Турку и в 1951 году окончил её со степенью бакалавра политики. После окончания академии в 1952 году работал омбудсменом в Муниципальной ассоциации Аболенда и проработал там десять лет до 1962 года. В 1957 году стал оперативным менеджером Финского Красного Креста. В следующем году был назначен заместителем министра иностранных дел.
Окончил также Хельсинкский университет.
В 1961 году избран в Эдускунта — парламент Финляндии от Шведской народной партии Финляндии, работал в парламенте до 1975 года.
В 1964—1973 годах работал казначеем в Фонде Академии Турку. После ухода из политики был назначен управляющим директором Ассоциации художественного общества, до 1991 года.
Входил в советы директоров различных компаний и фондов, в том числе Фонда Академического университета Або (1982—1997).
Умер 16 июня 2024 года в возрасте 97 лет.